# Jevgenija Vitaljevna Bilčenko
Jevgenija Vitaljevna Bilčenko (ukrajinsky Євгенія Віталіївна Більченко; * 4. října 1980 Kyjev), je ukrajinská proruská básnířka a překladatelka, píšící většinou rusky. Je profesorkou katedry kulturologie na fakultě filosofického vzdělání a vědy Národní pedagogické univerzity M. P. Dragomanova (pozastaven výkon funkce), doktorkou kulturologie, aktivistkou ukrajinského hnutí za lidská práva. Její básně jsou přeloženy do 23 světových jazyků.

## Vzdělání
V letech 1997–2001 studovala kulturologii, teorii výuky a dějiny kultury na kulturologické fakultě Kyjevské národní univerzity kultury a umění. Od roku 2002 zahájila postgraduální studium na katedře kulturologie Národní pedagogické univerzity M. P. Dragomanova. V roce 2006 obhájila habilitační práci v oblasti nábožensko-vzdělávací problematiky Kyjevské Rusi, v roce 2012 obhájila disertaci věnovanou problematice dialogu kultur v moderní společnosti. Je autorkou dvou monografií a cca 150 vědeckých článků, stipendistkou parlamentu Ukrajiny v roce 2015–2016, autorkou magisterského programu pro studenty kulturologie v oboru Praktická kulturologie: problematika polikulturalismu a tolerance (od 1. září 2016). 

## Poezie
Jevgenie je autorkou 15 básnických sbírek. Byla publikována v časopisech Zolotoj věk (Kyjev), Renesans (Kyjev), Art-šum (Dnipro), Litera_Dnepr (Dnipro), Južnoe sijanie (Odessa), Skljanka času (Kaniv – Mönchengladbach), Deti Ra (Moskva), Zinziver (Petrohrad), Pisatel. XXI věk (Petrohrad), Kovčeg (Rostov-na-Donu), Sever (Petrozavodsk), Darjal (Vladikavkaz) atd. Některá díla byla publikována v almanaších Sovremennyj renesans (Kyjev), Kaštanovyj dom (Kyjev), Zolotaja Nika (Odessa), Krylja (Lugansk), Puškinskoje kolco – 2010 (Čerkassy), Semejka (Wuppertal), v souborech Puškinskaja osen v Odesse – 2009 (2009), My pomnim… 1945–2010 (2010), Soglasovanie vremen 2010. Poezia (2011), Lit-Jo (2012). Její ukrajinské básně jsou publikovány v časopisech Zolota doba (Kyjev), Vitoky (Ostroh), v souboru Litpošta (zbirka molodoj poezii, i ne tilky…) (2009).
Jevgenie inspirují texty ruských rockerů, básnířka dokonce říká, že je odchovancem Yanky Dyagilevé a Yegora Letova s identitou Alexandra Bašlačova. Je známá také jako překladatelka ukrajinských básníků do ruštiny, např. překlady básní Igore Pavljiuka byly vydány v knize “Ispověď poslednego volchva” v roce 2012. Její vlastní lyrika Bilčenko byla přeložena do ukrajinštiny V. Boguslavskou a vydána v rámci antologie “A ukrajinskoju – tak” (ukrajinsky “А українською – так”) v roce 2010. Kromě toho je členkou Mezinárodní akademie literatury a umění Ukrajiny a Kongresu literátů Ukrajiny. V roce 2017 založila v Kyjevě literárně-poetickou dílnu pro začínající a známé básníky.  

## Politika

### Euromajdan
Jevgenie původně patřila mezi nejvášnivější stoupence Euromajdanu a dokonce mu věnovala báseň, která byla opublikována 21. února 2014 a rychle se stala populární v ukrajinsky mluvící části Internetu. Podle svých vlastních slov také patřila mezi dobrovolníky organizace Pravý sektor, a to hlavně kvůli tomu, že mezi nimi si našla liberální společníky. Zcela dlouho se účastnila dodávek věci, zbraní, peněz apod. jednotkám, které válčily na Donbasu (a to včetně 5. dobrovolnického praporů, dělostřelcům Pravého sektoru). V polovině roku 2015, dle svých vlastních slov, Jevgenie skončila se svojí dobrovolnickou aktivitou. Od té doby kritizuje řádu následků Euromajdanu: zvýšení úrovně korupce, válku, cenzuru, ale odmítá vinu svou i svých stoupenců za negativní následky. Podle jejího názoru příčinou následků je to, že účastníci Euromajdanu byli oklamáni těmi, kteří celou akci využili, aby se dostali k moci. Dnes o sobě Jevgenie Bilčenko říká, že je anarchistou, humanistou a stoupenkyní nesystémové opozice. Tvrdí, že hájí mezikulturní dialog a toleranci ve společnosti, aktivně kritizuje moderní národně zaměřenou inteligenci za “otrocké myšlení”, a vystupuje proti zásahům vládních organizaci do kulturního života státu.  

### Rusko
V létě 2017Jevgenie uskutečnila svůj nejdelší výlet do Moskvy a Petrohradu, který trval 3 týdny. V rámci výletu se odehrálo několik vystoupení (a to včetně jednoho pořadu v blogu). V Petrohradě společně s hudebníkem Ivanem Vopilovým nahrála rockové album Majak. Jevgenie říká, že jak v Moskvě, tak i v Petrohradu byla vítána. V sociálních sítích básnířka sdělila followerům, že ukrajinská média se snaží neopodstatněně očernit Rusko a občany Ruska. Dále podle jejich slov byl mezi oběma státy vytvořen “falešný problém války národů”, za který mohou vlády obou států a média, ale nikoli obyčejní lidé. Po takových sděleních začal hon ze strany radikálních ukrajinských nacionatistů a zároveň ze strany ruských liberálů a přívrzenců Euromajdanu. Básnířka soudí, že právě kvůli těmto názorům byla zařazena do černé listiny Služby bezpečnosti Ukrajiny a do ukrajinského webu Mirotvorec za “antiukrajinskou propagační činnost a manipulování důležitými informacemi pro společnost”. Oficiálně se Evgenie snaží vyvolat mezi Ruskem a Ukrajinou rozumný dialog pro ukončení politické konfrontace a stanovení míru. Podle ní oba státy musejí zanechat předsudků. Básnířka nepodporuje oficiální vládu ani jednoho ze států, odmítá podporu “ruského imperialismu” či “ukrajinského nacionalismu”. Vnímá Rusko jako stát se utvářenou vládní vertikálou, v jejímž rámci se dá žít, pokud “neuskutečňuješ vyloženě podvratnou opoziční činnost”. Každopádně se Jevgenie objevila na veřejných shromážděních neparlamentní opozice v Rusku vícekrát. Co se týče ruštiny na Ukrajině, říká, že takový problém opravdu existuje a nepodporuje vynechávání ruských skladatelů a spisovatelů ze školních výukových programů. 